# Borneogryllacris nigromarginata
Borneogryllacris nigromarginata is een rechtvleugelig insect uit de familie Gryllacrididae. De wetenschappelijke naam van deze soort is voor het eerst geldig gepubliceerd in 1928 door Karny.